# GagaOOLala
GagaOOLala é um serviço de vídeo sob demanda por assinatura, mundial com sede em Taiwan, especializado na temática LGBT, produz filmes sem censura, telefilmes, séries dramáticas contemporâneas, entre outros. Ela fez parceria com a Line TV, com sede no Japão, para fornecer o serviço seu serviço de audiovisual na Ásia, inicialmente na Tailândia. GagaOOLala é propriedade da Portico Media Co. Ltd; que também servia canais de TV a cabo, para o provedor de TV a cabo de Taiwan junto com a plataforma MOD da Chunghwa Telecom.
O serviço foi lançado em março de 2017, inicialmente apenas em Taiwan, antes de ser lançado nas 10 nações da ASEAN, Hong Kong e Macau em 2018 e no resto da Ásia em 2019. O serviço tornou-se disponível globalmente, exceto na China continental e na Coreia do Norte em maio de 2020.
É a primeira plataforma OTT focada em LGBT na Ásia. Seu catálogo inclui longas, curtas, documentários, séries e conteúdos originais próprios.
Em uma entrevista de 2019, Jay Lin, CEO da GagaOOLala, revelou a história por trás do nome: "Lala' e 'Gaga' são gírias para lésbicas e gays em chinês. O 'oo' vem do francês 'ou', que significa ' ou'".